# Greta Gerwig
Greta Celeste Gerwig (/ˈɡɜːrwɪɡ/; sinh ngày 4 tháng 8 năm 1983) là một nữ diễn viên kiêm nhà làm phim người Mỹ. Cô lần đầu tiên thu hút sự chú ý sau khi làm việc và xuất hiện trong một số bộ phim mumblecore. Từ năm 2006 đến năm 2009, cô xuất hiện trong một số bộ phim của Joe Swanberg, một số trong đó có cô viết kịch bản và làm đạo diễn.
Kể từ đầu những năm 2010, Gerwig đã hợp tác với Noah Baumbach trong một số bộ phim, bao gồm Greenberg (2010), Frances Ha (2012), mà cô đã giành được đề cử Quả cầu vàng và Mistress America (2015). Cô cũng đã biểu diễn trong Damsels in Distress (2011), To Rome with Love (2012), Jackie (2016) và 20th Century Women (2016).
Năm 2017, Gerwig đã viết kịch bản kiêm đạo diễn cho tác phẩm được giới chuyên môn đánh giá cao là Lady Bird: Tuổi nổi loạn, qua đó giúp cô giành giải Quả cầu vàng cho phim ca nhạc hoặc phim hài hay nhất tại giải Quả cầu vàng lần thứ 75. Ngoài ra, Gerwig cũng nhận được hai đề cử giải Oscar cho Đạo diễn xuất sắc nhất và Kịch bản gốc xuất sắc nhất, cũng như giải Quả cầu vàng và đề cử giải BAFTA cho Kịch bản hay nhất, qua đó trở thành người phụ nữ thứ năm trong lịch sử được đề cử trong hạng mục Đạo diễn xuất sắc nhất tại giải Oscar. Năm 2023, tác phẩm Nàng Barbie của cô giành được thành công lớn về mặt chuyên môn lẫn thương mại khi thu về hơn 1 tỷ USD, đồng thời còn giúp cô có đề cử giải Oscar cho kịch bản chuyển thể xuất sắc nhất.
Năm 2018, cô được tạp chí Time bình chọn và đưa vào danh sách 100 nhân vật ảnh hưởng nhất trên thế giới.

## Tiểu sử
Là người gốc Sacramento, California, Hoa Kỳ, Gerwig là con gái của Christine (nghệ danh Sauer), một y tá OB-GYN, và Gordon Gerwig, người làm việc cho một công đoàn tín dụng cho các khoản vay doanh nghiệp nhỏ. Cô ở gần cha mẹ cô và họ xuất hiện trong Frances Ha như cha mẹ của nhân vật. Cô có một người anh trai, một kiến trúc sư cảnh quan, và em gái, một người quản lý tại Ủy ban Cơ hội việc làm bình đẳng. Cô có tổ tiên là người Đức, Ailen và Anh, và được nuôi dạy bởi một nhà bình luận phi chính trị. Cô theo học trường trung học St. Francis High School, một trường Công giáo tất cả các cô gái ở Sacramento. Cô đã tự mô tả mình là "một đứa trẻ dữ dội" Cô thể hiện sự quan tâm đầu tiên về khiêu vũ và dự định hoàn thành một chương trình âm nhạc tại New York, nhưng cuối cùng đã tốt nghiệp trường Cao đẳng Barnard với bằng cấp về tiếng Anh và triết học. Ngoài lớp học, cô đã biểu diễn trong chương trình Varsity Columbia với Kate McKinnon.

## Sự nghiệp

### Ban đầu
Gerwig ban đầu dự định trở thành một nhà viết kịch, nhưng quay sang diễn xuất khi cô không được nhận viết kịch bản cho các chương trình MFA Năm 2006, trong khi vẫn theo học tại Barnard, cô được chọn vào một vai nhỏ trong Joe Swanberg 's LOL, và xuất hiện trong Baghead bởi Jay và Mark Duplass. Cô bắt đầu quan hệ đối tác với Swanberg, kết quả là Hannah Takes the Stairs (2007) và cùng chia sẻ cả viết và chỉ đạo các nhiệm vụ vào các đêm và cuối tuần (2008). Thông qua những bộ phim này, cô được biết đến như một nhân vật chủ chốt trong phong trào phim mumblecore đang nổi lên, thường được gọi là "cô gái đó". Mặc dù cô có mối liên hệ với một số nhà làm phim khác và xuất hiện trong nhiều bộ phim - trong số đó có phim của Ti West's The House of the Devil - thành công nhất vẫn còn khó nắm bắt.
Trong thời gian này, Gerwig đã nói "Tôi thực sự chán nản. Tôi 25 tuổi vào năm 2008 và nghĩ rằng" Đây là thời điểm tốt nhất và tôi rất khổ sở "nhưng có cảm giác như diễn xuất đang diễn ra đối với tôi và tôi trở lại lớp diễn xuất".

### Thành công ban đầu

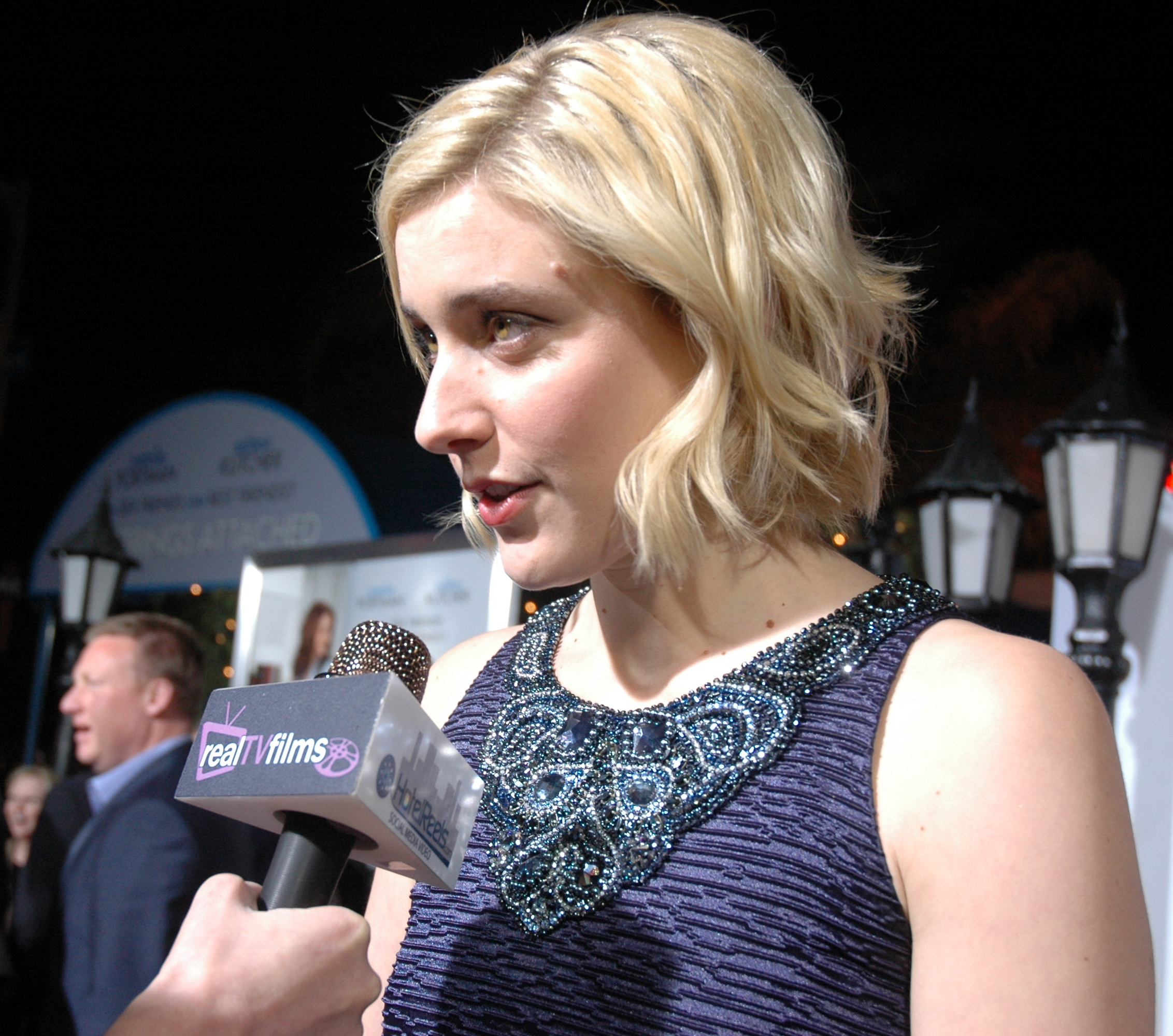
Gerwig tại buổi ra mắt phim No Strings Attached vào năm 2011

Năm 2010, Gerwig đóng vai chính trong bộ phim Greenberg của Noah Baumbach với Ben Stiller, Rhys Ifans và Jennifer Jason Leigh. Trong một đánh giá về công việc của mình trong phim này và các bộ phim khác, nhà phê bình của tờ The New York Times, AO Scott đã mô tả Gerwig là một "đại sứ của một phong cách điện ảnh thường có vẻ trái ngược với ý tưởng về phong cách." "Cô ấy dường như được bắt tay vào một dự án," Scott viết, "tuy nhiên được chia nhỏ và khiêm tốn, xác định lại chính xác những gì chúng ta nói về khi chúng ta nói về diễn xuất."
Gerwig và Baumbach đồng sáng tác bộ phim tiếp theo của mình, Frances Ha, được phát hành vào tháng 5 năm 2013 sau khi tham gia vào lễ hội từ tháng 9 năm 2012. Gerwig đóng vai chính, và nhận được đề cử giải Quả cầu vàng cho nữ diễn viên xuất sắc nhất Hình ảnh - Hài kịch hay Âm nhạc cho màn biểu diễn của cô ấy. Sự hợp tác thứ ba trên màn hình của cô với Baumbach, Mistress America, được phát hành vào tháng 8 năm 2015 để đánh giá chung tích cực. Nó hiện đang nắm giữ một số điểm tổng hợp là 75 tại Metacritic, và có một đánh giá 82% tại Rotten Tomatoes.
Vai trò diễn viên tiếp theo Gerwig là trong Rebecca Miller 's Kế hoạch của Maggie đã được trình chiếu như một lựa chọn chính thức của Liên hoan phim quốc tế Toronto 2015, Phim cũng được chiếu tại Liên hoan phim Sundance 2016 và Liên hoan phim quốc tế Berlin lần thứ 66. Cùng năm đó, Gerwig đóng vai chính trong Jackie, đạo diễn là Pablo Larraín, và 20th Century Women, đạo diễn là Mike Mills, kiếm được sự ca ngợi cho cả hai buổi biểu diễn, đặc biệt là công việc của cô ấy sau này, trong đó cô đã giành được đề cử cho Giải thưởng phim phê bình của nhà phê bình cho Nữ diễn viên phụ xuất sắc nhất.

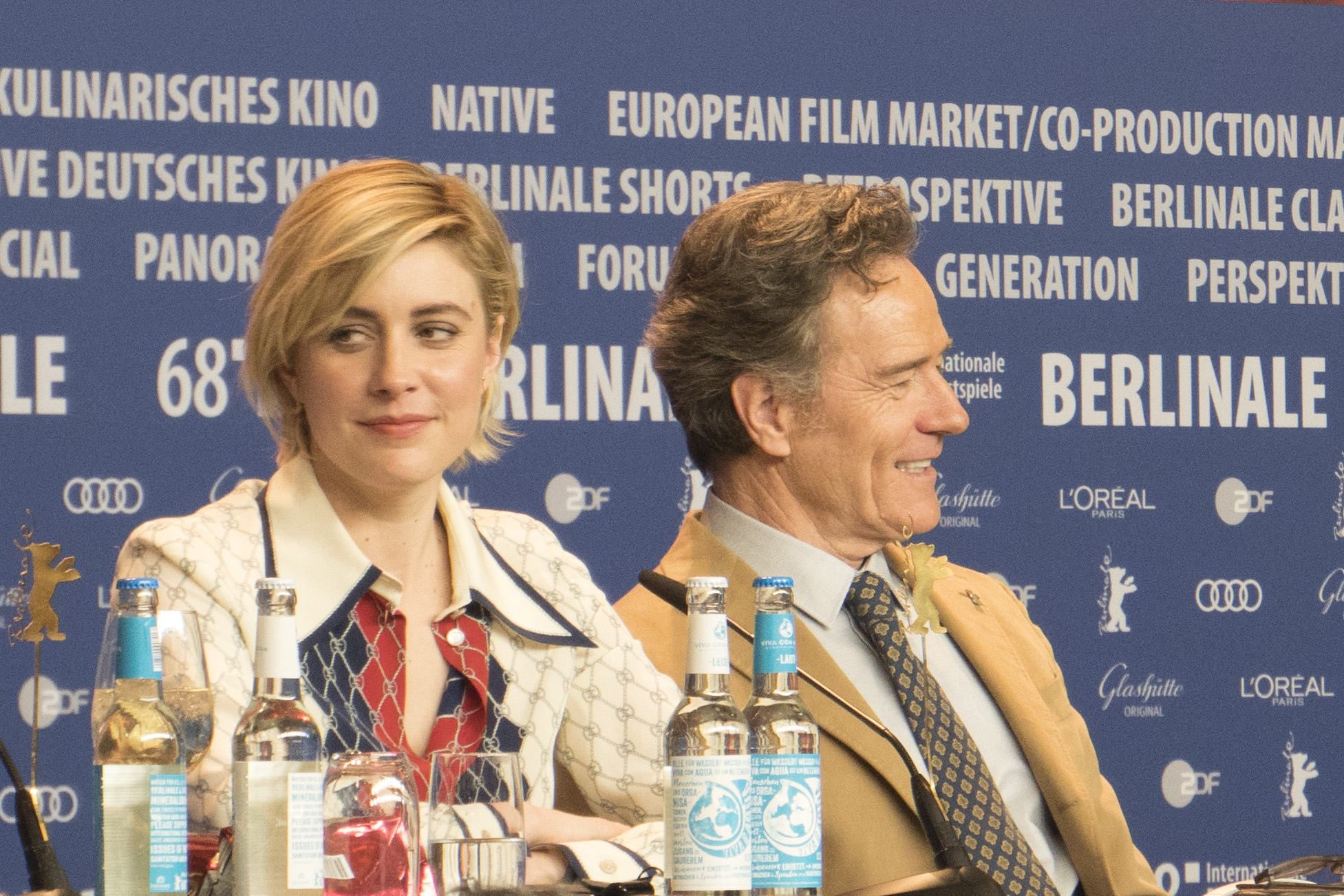
Gerwig cùng với Bryan Cranston tại cuộc họp báo Isle of Dogs tại Berlinale năm 2018

Năm 2017, Gerwig thực hiện độc tấu đạo diễn đầu tay của mình (sau khi đã cùng đạo diễn Đêm và Cuối tuần) với bộ phim hài kịch tuổi teen Lady Bird, mà cô cũng đã viết. Dàn diễn viên của phim gồm có Saoirse Ronan, Tracy Letts, Laurie Metcalf, Lucas Hedges, Timothée Chalamet, Beanie Feldstein, Stephen McKinley Henderson and Lois Smith. Lady Bird a mắt tại Liên hoan phim Telluride vào ngày 1 tháng 9 năm 2017, được phát hành tại Mỹ vào ngày 3 tháng 11 năm 2017 bởi A24 và ở Hoa Kỳ, nó đã thu về hơn 50 triệu đô la so với ngân sách 10 triệu đô la.
Khi phát hành, các nhà phê bình ca ngợi kịch bản và xu hướng của Gerwig. Bộ phim sau đó được Hội đồng xét duyệt quốc gia, Viện phim Mỹ và Thời gian trở thành một trong 10 phim hàng đầu năm 2017. Tại Giải thưởng Quả cầu vàng lần thứ 75, Lady Bird giành được giải thưởng cho Phim điện ảnh - Musical or Comedy và Nữ diễn viên xuất sắc nhất - Musical or Comedy (Ronan), và đề cử cũng nhận được cho xuất sắc nhất Nữ diễn viên phụ (Metcalf) và Kịch bản xuất sắc nhất. Tại Giải thưởng Học viện lần thứ 90, nó được đề cử cho Phim hay nhất,Đạo diễn xuất sắc nhất và Kịch bản gốc xuất sắc nhất cho Gerwig, Nữ diễn viên xuất sắc nhất cho Ronan và Nữ diễn viên xuất sắc nhất trong vai trò hỗ trợ cho Metcalf. [8] Gerwig trở thành người phụ nữ thứ năm trong lịch sử được đề cử trong hạng mục Đạo diễn xuất sắc nhất tại giải Oscar.
Năm 2018, Gerwig là một phần của dàn diễn viên lồng tiếng của bộ phim hoạt hình năm 2018 Isle of Dogs của Wes Anderson, được công chiếu lần đầu tại Liên hoan phim quốc tế Berlin lần thứ 68 Cô được dự kiến sẽ tham gia bộ phim sắp tới của đạo diễn Mia Hansen-Løve, Bergman Island, với Mia Wasikowska và John Turturro.

### Truyền hình
Gerwig xuất hiện lần đầu tiên trong năm 2010 trên Jimmy Kimmel Live! Sau đó cô được chọn làm người dẫn đầu trong phi công HBO The Correction s (2011) và trong phim How I Met Your Mother titled How I Met Your Dad (2014), nhưng không được chọn. Gerwig lồng tiếng một trong những nhân vật chính trong loạt phim hoạt hình Adult Swim Trung Quốc, IL. Năm 2016, cô đóng vai chính trong hai tập phim hài của The Mindy Project.

## Kỹ năng chỉ đạo
Phim của Gerwig có xu hướng dựa trên những kinh nghiệm của riêng cô. Trong một đoạn video hậu trường trên bộ Lady Bird, cô ấy nói "Tôi có xu hướng bắt đầu với những thứ từ cuộc sống của riêng tôi, sau đó nhanh chóng họ quay ra vào quỹ đạo của riêng mình." Gerwig ép các diễn viên để kết hợp những người mà họ là cá nhân vào hiệu suất của họ là tốt, và khi nói đến văn bản của mình và chỉ đạo "đó là tất cả về diễn viên". Tuy nhiên, có một chút ngẫu hứng dòng và kịch bản bị mắc kẹt khá chặt chẽ.
Các tác phẩm của Gerwig có chủ đề chung với sự tập trung vào sự tăng trưởng và sự trưởng thành về cảm xúc của người phụ nữ hàng đầu và mối quan hệ giữa các nhân vật: giữa gia đình, bạn bè, hoặc những người quan trọng, với sự quan tâm đặc biệt đến động lực nữ. Nhân vật không bao giờ bị phản diện và tất cả đều thông cảm. Cô có khuynh hướng thấm nhuần những bộ phim của mình với một cảm giác hài hước độc đáo và cụ thể. Trực quan họ cũng mang một bầu không khí rất cụ thể - đồng thời có sự ấm áp của nhìn lại một cái gì đó trong bộ nhớ và hiển thị mọi thứ như họ đang có, tước của bất kỳ loại showiness.

## Cuộc sống cá nhân

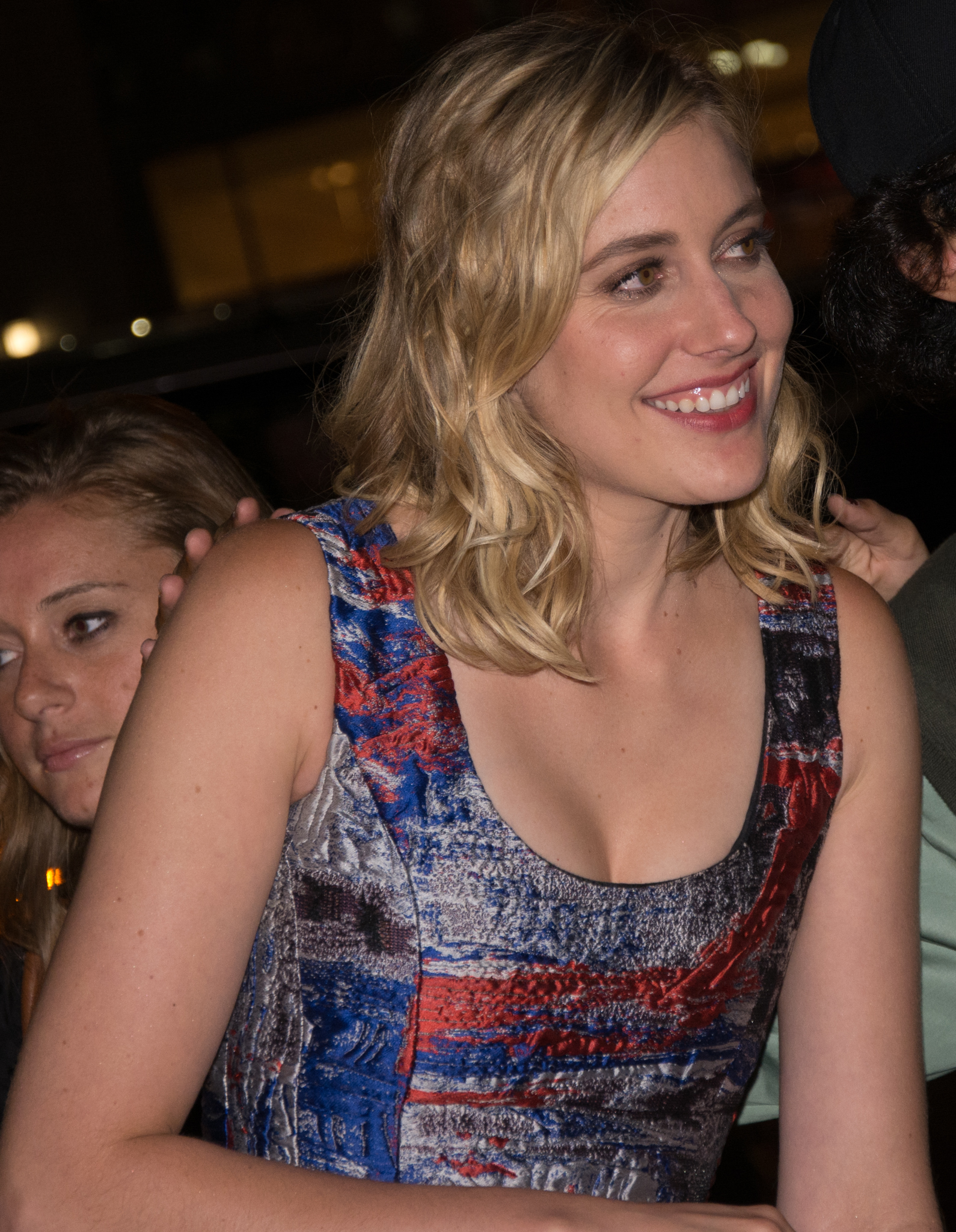
Ảnh của cô vào năm 2014

Gerwig đã hẹn hò với nhà văn - đạo diễn Noah Baumbach từ cuối năm 2011.

## Danh sách phim

### Điện ảnh
| Năm  | Phim                                     | Vai diễn               | Ghi chú                                       |
| ---- | ---------------------------------------- | ---------------------- | --------------------------------------------- |
| 2006 | LOL                                      | Greta                  |                                               |
| 2007 | Hannah Takes the Stairs                  | Hannah                 | Đồng biên kịch                                |
| 2008 | Baghead                                  | Michelle               |                                               |
| 2008 | Yeast                                    | Gen                    |                                               |
| 2008 | Nights and Weekends                      | Mattie                 | Đồng biên kịch, đồng đạo diễn và nhà sản xuất |
| 2008 | Quick Feet, Soft Hands                   | Lisa                   | Phim ngắn                                     |
| 2008 | I Thought You Finally Completely Lost It | Greta                  |                                               |
| 2009 | You Wont Miss Me                         | Bridget                |                                               |
| 2009 | The House of the Devil                   | Megan                  |                                               |
| 2010 | Greenberg                                | Florence Marr          |                                               |
| 2010 | Art House                                | Nora Ohr               |                                               |
| 2010 | Northern Comfort                         | Cassandra              | Đồng biên kịch                                |
| 2010 | The Dish & the Spoon                     | Rose                   |                                               |
| 2011 | No Strings Attached                      | Patrice                |                                               |
| 2011 | Damsels in Distress                      | Violet Wister          |                                               |
| 2011 | Arthur                                   | Naomi Quinn            |                                               |
| 2012 | To Rome with Love                        | Sally                  |                                               |
| 2012 | Lola Versus                              | Lola                   |                                               |
| 2012 | Frances Ha                               | Frances Halladay       | Đồng biên kịch                                |
| 2014 | Eden                                     | Julia                  |                                               |
| 2014 | The Humbling                             | Pegeen Mike Stapleford |                                               |
| 2015 | Mistress America                         | Brooke Cardinas        | Đồng biên kịch và nhà sản xuất                |
| 2015 | Maggie's Plan                            | Maggie Hardin          |                                               |
| 2016 | Wiener-Dog                               | Dawn Wiener            |                                               |
| 2016 | Jackie                                   | Nancy Tuckerman        |                                               |
| 2016 | 20th Century Women                       | Abigail Porter         |                                               |
| 2017 | Lady Bird                                | —                      | Viết kịch bản kiêm đạo diễn                   |
| 2018 | Isle of Dogs                             | Tracy Walker (voice)   |                                               |
| 2019 | Những người phụ nữ bé nhỏ                |                        | Viết kịch bản kiêm đạo diễn                   |
| 2023 | Barbie                                   |                        | Viết kịch bản kiêm đạo diễn                   |

### Truyền hình
| Năm       | Tiêu đề             | Vai trò            | Ghi chú                        |
| --------- | ------------------- | ------------------ | ------------------------------ |
| 2011–2015 | China, IL           | Pony Merks (voice) | 21 tập                         |
| 2014      | How I Met Your Dad  | Sally              | Unsold CBS pilot               |
| 2015      | Portlandia          | Mermaid            | Tập: "Doug Becomes a Feminist" |
| 2016      | The Mindy Project   | Sarah Branum       | 2 tập                          |
| 2017      | Saturday Night Live | Office Boss        | Tập: "Saoirse Ronan/U2"        |